# Rattle That Lock
Rattle That Lock è il quarto album in studio del cantautore britannico David Gilmour, pubblicato il 18 settembre 2015 dalla Columbia Records.

## Descrizione
La maggior parte dell'album è stata registrata presso l'Astoria, lo studio di registrazione galleggiante di proprietà di Gilmour. Phil Manzanera, co-produttore del disco, ha rivelato come diverso materiale presente sia stato scritto dal chitarrista durante gli ultimi cinque anni, sottolineando tuttavia che un pezzo per pianoforte è stato registrato 18 anni fa nel salotto di Gilmour. Durante le registrazioni sono state riciclate alcune attrezzature impiegate nella produzione dell'album The Endless River pubblicato dai Pink Floyd l'anno precedente. Le parti orchestrali sono state registrate presso gli AIR Studios di Londra mentre le parti corali presso una chiesa nel sud della città. Nel brano In Any Tongue compie il suo debutto il figlio del chitarrista, Gabriel Gilmour, il quale esegue le parti di pianoforte.

## Tracce
1. 5 A.M. – 3:04 (musica: David Gilmour)
2. Rattle That Lock – 4:55 (testo: Polly Samson – musica: David Gilmour, Michaël Boumendil)
3. Faces of Stone – 5:32 (David Gilmour)
4. A Boat Lies Waiting – 4:34 (testo: Polly Samson – musica: David Gilmour)
5. Dancing Right in Front of Me – 6:11 (David Gilmour)
6. In Any Tongue – 6:46 (testo: Polly Samson – musica: David Gilmour)
7. Beauty – 4:28 (musica: David Gilmour)
8. The Girl in the Yellow Dress – 5:25 (testo: Polly Samson – musica: David Gilmour)
9. Today – 5:55 (testo: Polly Samson – musica: David Gilmour)
10. And Then... – 4:27 (musica: David Gilmour)

Tracce bonus nell'edizione di iTunes
1. Rattle That Lock (Extended Mix) – 6:24 (testo: Polly Samson – musica: David Gilmour, Michaël Boumendil)
2. The Girl in the Yellow Dress (Orchestral Version) – 4:07 (testo: Polly Samson – musica: David Gilmour)
3. Rattle That Lock (Youth Mix - 12" Extended Radio Dub) – 8:26 (testo: Polly Samson – musica: David Gilmour, Michaël Boumendil)
4. Rattle That Lock (Radio Edit) – 3:59 (testo: Polly Samson – musica: David Gilmour, Michaël Boumendil)
5. Barn Jam 1 (Video) – 4:38 (musica: David Gilmour)
6. Barn Jam 2 (Video) – 2:57 (musica: David Gilmour)
7. Barn Jam 3 (Video) – 3:54 (musica: David Gilmour)
8. Barn Jam 4 (Video) – 4:20 (musica: David Gilmour)
9. Rattle That Lock Film (Video) – 4:26 (testo: Polly Samson – musica: David Gilmour, Michaël Boumendil)
10. The Girl in the Yellow Dress Film (Video) – 4:58 (testo: Polly Samson – musica: David Gilmour)

DVD/BD bonus nell'edizione deluxe
- Audio-Visual

1. Barn Jam 1 – 4:38 (musica: David Gilmour)
2. Barn Jam 2 – 2:57 (musica: David Gilmour)
3. Barn Jam 3 – 3:54 (musica: David Gilmour)
4. Barn Jam 4 – 4:20 (musica: David Gilmour)
5. The Animators – Alisdair + Jock
6. Rattle That Lock (Film) – 4:26 (testo: Polly Samson – musica: David Gilmour, Michaël Boumendil)
7. The Animators – Danny Madden
8. The Girl in the Yellow Dress (Film) – 4:58 (testo: Polly Samson – musica: David Gilmour)
9. Polly Samson & David Gilmour at the Borris House Festival
10. The Making of the Rattle That Lock Album

- Audio Only

1. Rattle That Lock (Extended Mix) – 6:24 (testo: Polly Samson – musica: David Gilmour, Michaël Boumendil)
2. The Girl in the Yellow Dress (Orchestral Version) – 4:07 (testo: Polly Samson – musica: David Gilmour)
3. Rattle That Lock (Youth Mix) – 8:26 (testo: Polly Samson – musica: David Gilmour, Michaël Boumendil)
4. Rattle That Lock (Radio Edit) – 3:59 (testo: Polly Samson – musica: David Gilmour, Michaël Boumendil)
5. Rattle That Lock Album (in 5.1 Surround Sound) – 51:17

## Formazione
Musicisti
- David Gilmour – chitarra, tastiera (eccetto traccia 8), pianoforte elettrico (tracce 1, 5, 9 e 10), voce (eccetto tracce 1, 7 e 10), organo Hammond (tracce 2, 5 e 9), pianoforte (tracce 3, 4 e 5), basso (tracce 5, 6, 7 e 10), armonica bassa (traccia 7)
- Zbigniew Preisner – orchestrazione e arrangiamenti orchestrali (tracce 1, 3, 5, 6, 9 e 10)
- Robert Ziegler – conduzione orchestra (tracce 1, 3, 5, 6, 9 e 10)
- Rolf Wilson – leader orchestra (tracce 1, 3, 5, 6, 9 e 10)
- Steve DiStanislao – batteria (tracce 2, 3, 5, 7 e 9), percussioni (tracce 2 e 7), voce (tracce 2 e 3)
- Yaron Stavi – basso (traccia 2), contrabbasso (tracce 2, 4 e 5), voce (traccia 2)
- Guy Pratt – basso (tracce 2 e 9)
- Phil Manzanera – organo Hammond (tracce 2 e 3), elementi di tastiera (tracce 2, 3, 6 e 9), chitarra acustica (tracce 3 e 9)
- Danny Cummings – percussioni (tracce 2-5, 7, 9 e 10)
- Mica Paris – voce (tracce 2 e 9)
- Louise Marshall – voce (tracce 2 e 9)
- The Liberty Choir – coro (traccia 2)
- MJ Paranzino – direzione del coro e leader (traccia 2)
- Eira Owen – corno francese (traccia 3)
- Damon Iddins – fisarmonica (traccia 3), tastiera calliope (traccia 3)
- David Crosby – voce (traccia 4)
- Graham Nash – voce (traccia 4)
- Roger Eno – pianoforte (tracce 4 e 7)
- Andy Newmark – batteria (tracce 5, 6 e 10)
- Gabriel Gilmour – pianoforte (traccia 6)
- Martin France – batteria (traccia 8)
- Jools Holland – pianoforte (traccia 8)
- Rado Klose – chitarra (traccia 8)
- Chris Laurence – contrabbasso (traccia 8)
- John Parricelli – chitarra (traccia 8)
- Colin Stetson – sassofono (traccia 8)
- Robert Wyatt – cornetta (traccia 8)
- Jon Carin – pianoforte elettrico (traccia 9)
- Mike Rowe – pianoforte elettrico (traccia 9)
- Polly Samson – voce (traccia 9)

Produzione
- David Gilmour – produzione, ingegneria del suono, missaggio
- Phil Manzanera – produzione
- Andy Jackson – ingegneria, missaggio, registrazione coro
- Damon Iddins – assistenza tecnica, registrazione coro
- Mike Boddy – ingegneria del suono aggiuntiva presso i Gallery Studios
  - Andres Mesa – assistenza tecnica
- Kevin Madigan – ingegneria del suono parti vocali aggiuntiva presso i The Village Recorder
- Geoff Foster – ingegneria parti orchestrali
  - Laurence Anslow – assistenza tecnica
  - John Prestage – assistenza tecnica
- James Guthrie – mastering

## Classifiche

### Classifiche settimanali
| Classifica (2015)          | Posizione massima |
| -------------------------- | ----------------- |
| Australia                  | 2                 |
| Austria                    | 2                 |
| Belgio (Fiandre)           | 1                 |
| Belgio (Vallonia)          | 1                 |
| Brasile                    | 9                 |
| Canada                     | 2                 |
| Corea del Sud              | 3                 |
| Danimarca                  | 3                 |
| Finlandia                  | 1                 |
| Francia                    | 1                 |
| Germania                   | 2                 |
| Giappone                   | 12                |
| Irlanda                    | 2                 |
| Italia                     | 1                 |
| Norvegia                   | 1                 |
| Nuova Zelanda              | 1                 |
| Paesi Bassi                | 1                 |
| Polonia                    | 1                 |
| Portogallo                 | 1                 |
| Regno Unito                | 1                 |
| Regno Unito (rock & metal) | 1                 |
| Repubblica Ceca            | 1                 |
| Spagna                     | 6                 |
| Stati Uniti                | 5                 |
| Stati Uniti (rock)         | 1                 |
| Stati Uniti (tastemakers)  | 3                 |
| Svezia                     | 1                 |
| Svizzera                   | 2                 |
| Ungheria                   | 9                 |

### Classifiche di fine anno
| Classifica (2015)  | Posizione |
| ------------------ | --------- |
| Austria            | 72        |
| Belgio (Fiandre)   | 52        |
| Belgio (Vallonia)  | 36        |
| Canada             | 45        |
| Francia            | 58        |
| Germania           | 50        |
| Italia             | 27        |
| Italia (vinili)    | 1         |
| Nuova Zelanda      | 39        |
| Paesi Bassi        | 31        |
| Regno Unito        | 35        |
| Stati Uniti (rock) | 35        |
| Svizzera           | 42        |
| Classifica (2016)  | Posizione |
| Italia             | 95        |